# 加戸野五郎
加戸野 五郎（かどの ごろう、1913年 - 没年不詳）は、日本の映画監督である。本名石田 民五郎（いしだ たみごろう）。

## 人物・来歴
1913年（大正2年）、秋田県に生まれる。兄に映画監督の石田民三（1901年 - 1972年）がいる。
1937年（昭和12年）9月10日に設立された東宝映画に入社、1938年（昭和13年）には、並木鏡太郎監督の『長曽禰虎徹』に助監督としてついていた。
第二次世界大戦後、1947年（昭和22年）、東宝争議からスピンアウトして設立された新東宝の設立に参加、演出部に所属し、市川崑に師事した。翌1948年（昭和23年）、チーフ助監督に昇進、1950年（昭和25年）には、『青春デカメロン』で監督に抜擢された。
1955年（昭和30年）、本格的に監督昇進し、『長脇差大名』を監督したが、撮影終了後に本編の尺が不足していることに気付くという失態を犯してしまった。1957年（昭和32年）、8本目の監督作『続・若君漫遊記 金比羅利生剣』の撮影中に、町娘役の女優前田通子（当時23歳）に対し、二階の階段の上で裾をまくれと演出をし、拒否される。同件はもつれにもつれ、人権擁護局から新東宝に謝罪命令が下るに至る。
新東宝で20本を監督したが、同社が1961年（昭和36年）の5月には製作を停止し、8月末には倒産した。
新東宝の倒産後は、1964年（昭和39年）に三協が製作した、扇町京子主演の初期のピンク映画『覗かれた個室』を監督した以降の記録が不明である。
新東宝時代には、撮影の先が読めて段取り作りが上手く、チーフ助監督としては神様的存在で、人望も厚かったという。

## フィルモグラフィ

### 東宝映画
- 『長曽禰虎徹』 : 監督並木鏡太郎、東宝映画京都撮影所、1938年 - 演出補助
- 『金語楼の親爺三重奏』 : 監督小国英雄、東宝映画東京撮影所、1939年 - 製作主任
- 『嵐に咲く花』 : 監督萩原遼、東宝映画京都撮影所、1940年 - 製作主任

### 新東宝
- 『花ひらく 眞知子より』 : 監督市川崑、1948年 - 助監督
- 『生きている画像』 : 監督千葉泰樹、1948年 - 助監督
- 『人間模様』 : 監督市川崑、1949年 - 助監督
- 『銀座三四郎』 : 監督市川崑、新東宝 / 青柳プロダクション、1950年 - 助監督
- 『熱泥地』 : 監督市川崑、1950年 - 助監督
- 『青春デカメロン』 : 1950年 - 監督
- 『盗まれた恋』 : 監督市川崑、新東宝 / 青柳プロダクション、1951年 - 助監督
- 『明治一代女』 : 監督伊藤大輔、1955年 - 助監督

- 『長脇差大名』 : 1955年
- 『身代り紋三 地獄屋敷』 : 1955年
- 『銀蛇の岩屋 前後篇』 : 1956年
- 『続銀蛇の岩屋 完結篇』 : 1956年
- 『若君漫遊記 伏見稲荷の大仇討』 : 1957年
- 『怪談 本所七不思議』 : 1957年
- 『続・若君漫遊記 金比羅利生剣』 : 1957年
- 『人形佐七捕物帖 花嫁殺人魔』 : 1957年
- 『色競べ五人女』 : 1958年
- 『朱桜判官』 : 1958年
- 『怪談乳房榎』 : 1958年
- 『毒蛇のお蘭』 : 1958年
- 『剣姫千人城』 : 1959年
- 『隠密変化』 : 1959年
- 『日本ロマンス旅行』 : 1959年
- 『若君漫遊日本晴れ 善光寺黄金道中』 : 1959年
- 『競艶お役者変化』 : 1960年
- 『御存知黒田ぶし 決戦黒田城』 : 1960年
- 『怪談海女幽霊』 : 1960年
- 『恋愛ズバリ講座 第三話 好色』 : 監督石井輝男、1961年 - 構成

- 『覗かれた個室』 : 三協、1964年

## 註
1. 1 2  山田誠二『幻の怪談映画を追って』株式会社洋泉社、1997年8月11日、132-133頁。ISBN 4-89691-274-8。